# Agalinis navasotensis
Agalinis navasotensis är en snyltrotsväxtart som beskrevs av M.L. Dubrule och J.M. Canne-hilliker. Agalinis navasotensis ingår i släktet Agalinis och familjen snyltrotsväxter. Inga underarter finns listade i Catalogue of Life.